# Otylia Jędrzejczak

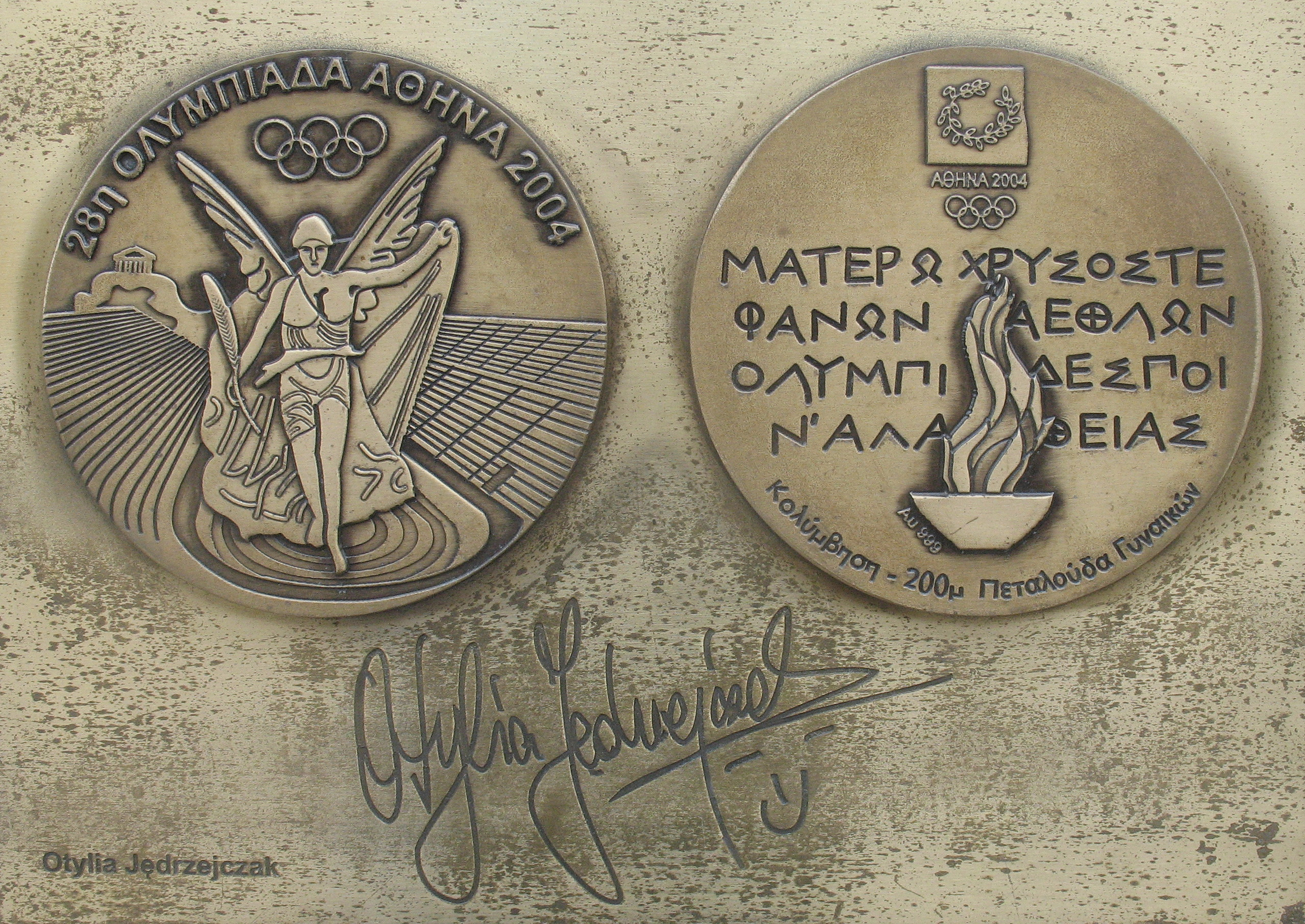
Copie O. Jędrzejczak médaille et autographe Stars Avenue dans le sport Dziwnów

Otylia Jędrzejczak ( audio), née le 13 décembre 1983 à Ruda Śląska, est une nageuse polonaise.

## Biographie
Commençant la natation dès l'âge de 6 ans pour corriger un problème de colonne vertébrale, elle gagne ses premiers titres lors des Championnats d'Europe juniors de 1999 où elle remporte les 100 et 200 mètres papillon. La même année, elle remporte sa première médaille chez les séniors, avec le bronze sur 200 mètres papillon lors des Championnats d'Europe.
L'année suivante, elle remporte son premier titre lors des Championnats d'Europe 2000 à Helsinki, toujours sur la distance du 200 papillon. Elle confirme son titre européen en 2001 et en 2002.
Sur le plan mondial, elle obtient une médaille d'argent en 2001 à Fukuoka avant d'obtenir le titre mondial en 2003 sur 200 mètres papillon, titre qu'elle conserve en 2005. Sur la distance du 100 mètres papillon, elle obtient également la médaille d'argent en 2001 et en 2003, et la médaille de bronze en 2005.
Enfin, elle atteint la consécration olympique lors Jeux d'Athènes de 2004 sur 200 mètres papillon, obtenant également deux autres médailles d'argent sur 100 mètres papillon et 400 mètres nage libre.
En octobre 2005, elle est victime d'un grave accident de voiture au cours duquel son frère décède. Elle y est gravement blessée, sur le plan physique et sur le plan moral.
La championne se relève un an plus tard à Budapest, où elle rafle trois médailles dont deux d'or aux Championnats d'Europe 2006. Sa supériorité s'essouffle un peu en 2007, lorsqu'elle est battue sur sa distance de prédilection par Jessicah Schipper et Kimberly Vandenberg. Le jour de ses 24 ans, Jędrzejczak décroche le record du monde du 200 mètres papillon.
Toujours marquée par l'accident, la Polonaise ne se qualifie pas pour la finale du 100 et 200 mètres papillon à Eindhoven en 2008. Attendue pour défendre ses titres olympiques à Pékin, Jędrzejczak va de déception en déception. Elle termine 9e du 400 mètres nage libre, puis 17e du 100 mètres papillon. Son épreuve favorite ne lui sourit pas non plus, la nageuse finissant au pied du podium.
À son retour de ces Jeux manqués, Jędrzejczak déclare lors d'une interview son probable retrait du monde professionnel.

## Palmarès

### Jeux olympiques
- Jeux olympiques 2012 à Londres (Royaume-Uni) :
  - 16e sur 200 mètres papillon.
- Jeux olympiques 2008 à Pékin (Chine) :
  - Participation
- Jeux olympiques 2004 à Athènes (Grèce) :
  -  Médaille d'or sur 200 mètres papillon.
  -  Médaille d'argent sur 100 mètres papillon.
  -  Médaille d'argent sur 400 mètres nage libre.

### Championnats du monde

#### En grand bassin
- Championnats du monde 2001 à Fukuoka (Japon) :
  -  Médaille d'argent sur 100 mètres papillon.
- Championnats du monde 2003 à Barcelone (Espagne) :
  -  Médaille d'or sur 200 mètres papillon.
  -  Médaille d'argent sur 100 mètres papillon.
- Championnats du monde 2005 à Montréal (Canada) :
  -  Médaille d'or sur 200 mètres papillon.
  -  Médaille de bronze sur 100 mètres papillon.
- Championnats du monde 2007 à Melbourne (Australie) :
  -  Médaille d'argent sur 400 mètres nage libre.
  -  Médaille de bronze sur 200 mètres papillon.

#### En petit bassin
- Championnats du monde 2000 petit bassin à Athènes (Grèce) :
  -  Médaille de bronze sur 200 mètres papillon.

### Championnats d'Europe

#### En grand bassin
- Championnats d'Europe 1999 à Istanbul (Turquie) :
  -  Médaille de bronze sur 200 mètres papillon.
- Championnats d'Europe 2000 à Helsinki (Finlande) :
  -  Médaille d'or sur 200 mètres papillon.
  -  Médaille d'argent sur 100 mètres papillon.
- Championnats d'Europe 2002 à Berlin (Allemagne) :
  -  Médaille d'or sur 200 mètres papillon.
  -  Médaille d'argent sur 100 mètres papillon.
- Championnats d'Europe 2004 à Madrid (Espagne) :
  -  Médaille d'or sur 200 mètres papillon.
  -  Médaille de bronze sur 100 mètres papillon.
- Championnats d'Europe 2006 à Budapest (Hongrie) :
  -  Médaille d'or sur 200 mètres nage libre.
  -  Médaille d'or sur 200 mètres papillon.
  -  Médaille d'argent sur le relais 4 × 200 mètres nage libre.

#### En petit bassin
- Championnats d'Europe de natation 2001 à Anvers (Belgique) :
  -  Médaille d'or sur 200 mètres papillon.
- Championnats d'Europe de natation 2006 à Helsinki (Finlande) :
  -  Médaille d'or sur 200 mètres papillon.
  -  Médaille d'argent sur 200 mètres nage libre.
- Championnats d'Europe de natation 2007 à Debrecen (Hongrie) :
  -  Médaille d'or sur 200 mètres papillon.
  -  Médaille de bronze sur 100 mètres papillon.

### Universiade
- Universiade 2005 à İzmir (Turquie) :
  -  Médaille d'or sur 100 mètres papillon.
  -  Médaille d'or sur 200 mètres papillon.
  -  Médaille d'or sur 200 mètres nage libre.

## Records

### En grand bassin
- Record du monde du 200 mètres papillon en 2 min 05 s 78 le 4 août 2002 à Berlin lors des Championnats d'Europe.
- Record du monde du 200 mètres papillon en 2 min 05 s 61 le 28 juillet 2005 à Montréal lors des Championnats du monde.

### En petit bassin
- Record du monde du 200 mètres papillon en 2 min 03 s 53 le 13 décembre 2007 à Debrecen lors des Championnats d'Europe.

Record d'Europe toujours en place

## Honneurs et distinctions
Otylia Jędrzejczak est élue Sportive polonaise de l'année en 2004, 2005 et 2006.
Le 18 mai 2019, elle va faire son entrée au International Swimming Hall of Fame (ISHOF) lors d'une cérémonie à Fort Lauderdale, aux Etats-Unis.

## Sources
- Fiche d'identité d'Otylia Jędrzejczak sur lequipe.fr

- Ressources relatives au sport :   - Comité national olympique polonais
  - International Swimming Hall of Fame
  - Olympedia
  - Swimrankings
  - World Aquatics
- Notice dans un dictionnaire ou une encyclopédie généraliste :   - Internetowa encyklopedia PWN
- Notices d'autorité :   - VIAF
  - Pologne
  - NUKAT